# 1397 pr. n. št.

## Smrti
- (ali 1401 pr. n. št.) - Amenhotep II., faraon  Egiptja (* ni znano)